# Magliano Vetere
Magliano Vetere è un comune italiano di 571 abitanti della provincia di Salerno in Campania. Le sue frazioni sono Capizzo, Magliano Nuovo e la contrada Palazzo Soccorso.

## Geografia fisica
Il comune è situato nel Cilento (Appennino lucano) ed è compreso a pieno nel parco nazionale. Il borgo di Magliano Vetere è ubicato a mezzacosta sulle pendici del monte Faito, il quale assieme ai monti Vesole e Chianiello divide la Val Calore dalla valle dell'Alento. Il fiume Calore Lucano attraversa il territorio comunale mediante una gola, scavata nel corso dei millenni e che separa il paese da quello di Felitto. La frazione Capizzo è situata a mezzacosta sulle pendici del monte Chianiello, mentre Magliano Nuovo è posto su di un monte in posizione dominante rispetto alle valli sottostanti.  
Il comune è compreso nell’Unione dei Comuni Alto Calore e nella Comunità montana Calore Salernitano.   
- Classificazione sismica: zona 2 (sismicità media), Ordinanza PCM. 3274 del 20/03/2003.

## Storia
Il comune di Magliano Vetere, in ragione delle caratteristiche del suo territorio, ha sempre rappresentato un punto di comunicazione strategico tra la Valle del fiume Calore Lucano (situata più all'interno) e la valle del fiume Alento (più vicina alla costa cilentana).
Queste due vallate, infatti, sono separate da una impervia dorsale montuosa, dominata dalla forma tagliente dei monti Vesole, Faito e Chianiello, lungo la quale in passato, l'unica via di comunicazione agevole, era rappresentato dal passo di Preta Perciata (Roccia Bucata) oggi compreso nel comune di Magliano Vetere, nella frazione di Magliano Nuovo.
Pertanto, in ragione della sua posizione strategica, in epoche passate Magliano è stato un centro molto importante perché permetteva di controllare buona parte dei transiti che dalla costa cilentana si muovevano verso l'interno e viceversa.
Alcuni ritrovamenti archeologici testimoniano che già in epoca pre-romana erano presenti dei nuclei abitativi lungo il corso dei fiumi Calore Lucano ed Alento, i quali lambiscono due lati opposti del territorio di Magliano e sono separati, come già accennato, da un'aspra catena montuosa. Probabilmente si trattava di popolazioni emigrate dalla costa a seguito di eventi bellici o di qualche pestilenza.
Secondo alcuni storici, l'attuale frazione di Magliano Nuovo (la quale fino agli inizi del 900 rappresentò il nucleo principale di quello che oggi è il territorio di Magliano Vetere, in virtù della presenza del Passo di Preta Perciata) divenne un centro importante e fortificato già nel VI d.c. per volere dei Goti i quali erano interessati al controllo della strategica via di comunicazione che attraversava il territorio, ma vi è da dire che il primo documento storico che cita espressamente Magliano risale ad un periodo successivo ed è datato 29 maggio 848, ed è presente nel codice Diplomatico Cavese e parla di un atto di acquisto di un frutteto per l'importo di 65 soldi d'oro effettuato dalla comunità di Mallianum.
Un successivo documento dell'anno 1008, in piena epoca longobarda, fa riferimento a Magliano quale importante punto strategico per il controllo del valico di Preta Perciata.
Ed infatti, a partire dall'anno 1074, il valico di Preta Perciata risulta essere stato uno dei 14 valichi del Mezzogiorno con diritto di pedaggio ed è per questo che il territorio di Magliano è stato spesso, nel corso dei secoli, oggetto di contese e trasferimenti di signoria non sempre di facile ricostruzione.
Nell'epoca longobarda Magliano Nuovo, già fortificata dai Goti, fu sede di contea. Al suo interno ricadevano gli attuali territori di Magliano Vetere, Stio, Gorga, Capizzo e forse Monteforte.
Magliano fu considerato un centro importante anche dai Normanni, i quali, quando organizzarono l'amministrazione del territorio locale sotto la Baronia di Novi Velia, decisero che Magliano doveva essere la sede di uno dei quattro Stati in cui era ripartita la predetta Baronia. Aggregarono nello Stato di Magliano le università di Magliano Vetere, Capizzo, Stio e Gorga.
Nel 1230 l'imperatore Federico II ritenne che Magliano non dovesse essere più un suffeudo di Novi Velia e lo elevò al rango di feudo affidandone il governo di Teobaldo Pasca di Monteforte. Dopo la congiura dei Baroni del 1245 (cd. congiura di Capaccio) e la distruzione del castello di Capaccio, ove perì anche il Barone di Magliano, il governo di questo fu affidato dal re Manfredi ai fratelli De Fenicolo.
Nel 1271, con la venuta degli Angioini, che sconfissero gli Svevi, lo Stato di Magliano viene affidato a Francesco Pasca di Monteforte, figlio di Teobaldo.
Durante la cosiddetta guerra del Vespro tra Angioini e Aragonesi, questi ultimi, invasero le terre di Magliano, trucidarono nobili e poveri.
Nel corso del Quattrocento, forse ad opera di monaci basiliani, furono erette due cappelle rupestri nel territorio di Magliano: la cappella di San Mauro sul Monte Faito a Capizzo e la cappella di Santa Lucia a Magliano Vetere. Già nell'anno 1000 i monaci basiliani si erano insediati a Magliano Nuovo, in cui vi era il loro convento.
Dal 1433 Magliano fu posseduta da Guglielmo Sanseverino, Conte di Capaccio; dal 1489 da Berlingieri Carrafa; dal 1513 da Camillo Pignatelli. Successivamente i Pasca ne riacquisirono il feudo.
Nel 1669 il borgo di Magliano Vetere sarebbe stato bruciato per aver ospitato un brigante. Secondo alcuni, i superstiti si sarebbero rifugiati nei pressi dell'antico castello costruito dai Goti, dando vita al casale di Magliano Nuovo (da qui l'appellativo "Nuovo" nel nome del paese), per poi ricostruire tempo dopo l'antica Magliano Vetere.
Questa è però tesi non possibile, poiché l'abitato di Magliano Nuovo presenta tracce più antiche di quelle di Magliano Vetere: ne sono esempi il convento basiliano, il castello e il ponte medioevale, nonché le fonti riguardo al valico di Preta Perciata e ulteriori evidenze.
Il toponimo "Nuovo" è eredità della Restaurazione Borbonica, un nome significativo con il quale si volle simboleggiare la rinascita del regno a seguito delle guerre con Napoleone.
L'ultimo feudatario di Magliano fu il barone Nicola, che lo tenne fino all'abolizione della feudalità, avvenuta con li leggi eversive della feudalità di inizio Ottocento.
Dal 1811 al 1860 ha fatto parte del circondario di Gioi, appartenente al Distretto di Vallo del Regno delle Due Sicilie. 
Dopo l'unità d'Italia, seguendo le direttive impartite dal Generale Enrico Cialdini, nelle zone segnate dal fenomeno del brigantaggio, furono istituiti alcuni corpi di volontari, definiti Guardia Nazionale, posti a difesa del territorio del neonato Stato unitario. Nel corso di tali vicende, anche nei tre borghi di Magliano (Magliano Nuovo, Capizzo e Magliano Vetere), fu istituita la Guardia Nazionale. I corpi di volontari di Magliano, la mattina del 4 giugno 1863, si scontrarono con una banda di briganti, dando vita ad uno degli episodi fratricidi più drammatici della storia postunitaria del Cilento.
Infatti, nei territori adiacenti Magliano imperversava la banda borbonica capitanata da Giuseppe Tardio di Piaggine il quale, forte di un manipolo di circa 90 uomini la mattina del 3 giugno 1863 saccheggiò il vicino paese di Campora e all'alba del 4 giugno assalì i comuni di Stio e Gorga, confinanti col comune di Magliano. In seguito, verso le 11 di mattina, la banda mosse verso Magliano Nuovo. All'arrivo dei briganti la guardia nazionale posta a presidio del borgo si dileguò e Tardio e i suoi uomini furono liberi di saccheggiare il borgo ed istigare la popolazione alla lotta. Ma mentre Tardio si attardava a Magliano Nuovo, forse per ben saccheggiare la casa del barone Giovanbattista Pasca, la notizia dell'avvenimento si diffondeva nei paesi vicini mettendo in allarme le caserme dei Reali Carabinieri e il Comando di Linea della Guarnigione Piemontese di Vallo della Lucania.
Così dopo poche ore il borgo di Magliano Nuovo venne circondato da tre lati dai volontari della guardia nazionale di Magliano Vetere al comando di Fortunato Morra, dai Carabinieri di Gioi Cilento e dai militi della guardia nazionale di Stio, Gorga e Vallo della Lucania. Circondato da tre lati, a Tardio, come unica via di uscita, non rimase che la palude stretta tra i monti Ceglie, Faito e Chianiello che cercò disperatamente di raggiungere.
Ma appena fuori dal casale il piccolo esercito di Tardio si trovò di fronte le guardie provenienti da Palazzo Soccorso (contrada della stessa Magliano) ed ebbe inizio una furibonda battaglia. Ben presto alle guardie nazionali cominciarono ad arrivare rinforzi dai dintorni e la banda di Tardio incominciò ad avere la peggio. A Tardio e ai suoi sopravvissuti non rimase altro da fare che darsi alla fuga. Alcuni briganti vennero catturati, sommariamente processati e giustiziati, ma Tardio e alcuni suoi uomini riuscirono a dileguarsi in direzione di Sacco, per poi giungere a Corleto Monforte ove la banda si sciolse.
L'episodio, è passato alla storia per la drammaticità del combattimento che vide contrapposti uomini provenienti dalle stesse comunità e perché, dopo le perdite subite a Magliano Nuovo, Giuseppe Tardio non riuscì più ad assalire interi paesi come aveva fatto fino ad allora.
Dal 1860 al 1927, durante il Regno d'Italia Magliano Vetere ha fatto parte del mandamento di Gioi, appartenente al Circondario di Vallo della Lucania.
A partire dalla seconda metà del Novecento, la costruzione di nuove e più agevoli vie di comunicazione asfaltate nel Cilento ha sensibilmente ridotto l'importanza di Magliano quale importante via di comunicazione e pertanto, il territorio ha fortemente risentito del fenomeno migratorio.
Nel corso del Novecento inoltre, Magliano Nuovo ha perso la sua storica importanza strategica, divenendo di conseguenza frazione di Magliano Vetere.

### Simboli
Lo stemma e il gonfalone del comune sono stati concessi con decreto del presidente della Repubblica del 22 settembre 2009.
Il gonfalone è un drappo di giallo con la bordatura di rosso.

## Monumenti e luoghi d'interesse
Magliano Nuovo
Oggi frazione, il borgo di Magliano Nuovo ne era il centro più importante durante il medioevo. Fu infatti sede della Contea di Magliano, all'interno del distretto Actus Lucaniae del Principato longobardo di Salerno. Nel successivo regno normanno fu sede di uno stato, a sua volta all'interno della Baronia di Novi. La centralità ed importanza era dato dal Valico di Preta Perciata, che dai longobardi sino agli aragonesi fu luogo di transito dal pedaggio obbligatorio. Ad oggi nella frazione meritevoli di visita sono vari siti:
La fortificazione di origine Ostrogota, con i vari rimaneggiamenti longobardi, normanni e angioini;
La Chiesa di Santa Maria Assunta, risalente al periodo angioino;
La Grotta di Preta Perciata, all'interno del Valico omonimo (che presenta anche un'area ristoro da cui si può ammirare un ampio panorama sulle Gole del Calore);
Il ponte medievale, sovrastante il Fiume Calore e raggiungibile con un sentiero che dalla Preta Perciata conduce fino a Felitto;
Il convento basiliano, i cui monaci realizzarono cappelle rupestri negli altri due centri, Capizzo e Magliano Vetere;
La contrada Palazzo Soccorso, dove sono i situati i ruderi del Palazzo Baronale della famiglia Pasca e del monastero Agostiniano di Santa Maria del Soccorso.
Gole del Calore
Le Gole del Fiume Calore, da Magliano a Felitto, sono la quarta delle varie forre createsi nel corso dei millenni, tramite l'erosione scaturita dalle impetuose acque del fiume. Luogo dalla grande importanza naturalistica, sono raggiungibili con vari sentieri. Presentano vari luoghi d'interesse, come il Ponte di Petratetta (generatosi naturalmente), le marmitte dei giganti e varie grotte.
Cappelle rupestri
Le cappelle rupestri furono probabilmente costruite dai Monaci Italo-Greci, comunemente definiti Basiliani. Questi avevano sede a Magliano Nuovo, e costruirono due santuari a Capizzo e Magliano Vetere:
La cappella di San Mauro a Capizzo, sulla parete del Monte Chianiello;
La cappella di Santa Lucia nel capoluogo, sulla parete del Monte Faito.
Entrambe presentano mirabili affreschi di epoca medievale, e sono raggiungibili tramite sentieri.
Museo Paleontologico
Giacimenti fossiliferi nell'area degli Alburni e del Cilento indussero gli studiosi alla realizzazione di un Museo Paleontologico nell'area. Oggi questo presenta quattro sale espositive, con reperti dal territorio e anche provenienti da altri stati. La quinta sala propone un diorama a ricostruzione dell'aspetto del Cilento durante il Cretaceo, con l'opportuna flora e fauna. Tra queste vi è anche il noto Scipionyx.
Palazzo Lombardi
Antico palazzo nobiliare, che diede i natali al poeta-medico Pasquale Lombardi.
Parrocchia di Santa Maria Assunta
Parrocchia omonima a quella situata a Magliano Nuovo. È probabilmente risalente al 1500.
Capizzo
Capizzo è altra frazione di Magliano Vetere. Degna di interesse è la Chiesa di San Fortunato, la Cappella dell'Annunziata (di origine medievale), il Palazzo Morra e l'EcoMuseo virtuale.

## Geografia fisica
- Classificazione sismica: zona 2 (sismicità media), Ordinanza PCM. 3274 del 20/03/2003.

## Società

### Evoluzione demografica
Abitanti censiti

## Cultura

### Musei
- Museo Paleontologico del Parco Nazionale del Cilento e Vallo di Diano

Ricerche iniziate nel 1984 ed ancora in corso, hanno consentito agli studiosi di individuare numerosi giacimenti fossiliferi di particolare importanza scientifica sia nel massiccio montuoso degli Alburni che nella dorsale dei monti Vesole-Chianiello.
Il valore scientifico dei giacimenti fossiliferi e dei ritrovamenti fatti, alcuni dei quali del tutto nuovi per la scienza, insieme alla crescente richiesta di cultura e conoscenza del proprio territorio da parte della popolazione locale e alla necessità di preservarne le peculiari caratteristiche geologico-ambientali che costituiscono Patrimonio Culturale dell'Umanità, hanno dato vita ad un iter progettuale per la valorizzazione di questo patrimonio, svoltosi nell'arco di oltre venti anni e oggi concretizzatosi nel Museo Paleontologico di Magliano Vetere. La scelta del luogo è stata suggerita dalla presenza in comune di Magliano Vetere di un nuovo sito fossilifero a piante terrestri del Cretaceo.
L'istituzione è un centro museale-didattico-scientifico con funzioni di raccolta ed esposizione del materiale fossile ai fini della sua valorizzazione e fruibilità da parte del pubblico e degli specialisti, di progettazione e realizzazione di nuovi studi scientifici, iniziative culturali e campagne di scavo in territorio cilentano, al fine di definire, valorizzare e rendere fruibili al pubblico nuovi percorsi tematici a carattere geo-paleontologico.
La superficie espositiva è costituita da quattro ampie sale attraverso le quali si svolge un percorso che guida il visitatore dalle prime fasi della formazione dell'Universo, del Sistema Solare e della Terra, sino alla comprensione dei processi geologici che hanno condotto alla formazione dell'Appennino e delle rocce che lo costituiscono. L'evoluzione della Vita sul Pianeta viene riassunta attraverso reperti fossili particolarmente significativi che introducono il tema dei giacimenti fossiliferi cilentani, ampiamente rappresentati nel Museo.
Un grande diorama interamente percorribile dai gruppi di visitatori ricostruisce nella sala centrale un ambiente del Cretaceo (circa 100 milioni di anni fa) con fauna e flora a grandezza naturale, per consentire al visitatore di “vedere dal vivo e con i propri occhi” i concetti appresi nelle sale espositive.
Un set di laboratori offre ai visitatori la possibilità di approfondimenti ed esperienze che simulano le attività di ricerca al microscopio e di scavo sul campo, proprie dei ricercatori paleontologi.

## Infrastrutture e trasporti

### Strade
- Strada Provinciale 13/c Monteforte Cilento-bivio Magliano-Stio.
- Strada Provinciale 159/a Stio-Gorga-Cicerale.
- Strada Provinciale 343 Sella di Magliano-Innesto ex SS 488.
- Strada Provinciale 284 Innesto SP 13-Magliano Nuovo.

## Amministrazione

### Sindaci
| Periodo         | Periodo         | Primo cittadino       | Partito                         | Carica           | Note |
| --------------- | --------------- | --------------------- | ------------------------------- | ---------------- | ---- |
| 12 giugno 1994  | 6 dicembre 1994 | Giovanni Rocco        | lista civica                    | Sindaco          |      |
| 6 dicembre 1994 | 23 aprile 1995  | Giovan Franco Tarallo | lista civica                    | Vicesindaco f.f. |      |
| 23 aprile 1995  | 12 giugno 2004  | Giovan Franco Tarallo | centro                          | Sindaco          |      |
| 13 giugno 2004  | 25 maggio 2014  | Carmine D'Alessandro  | lista civica                    | Sindaco          |      |
| 25 maggio 2014  | 9 giugno 2016   | Carmine D'Alessandro  | lista civica Uniti per Magliano | Sindaco          |      |
| 9 giugno 2016   | 11 giugno 2017  | Franca Tarallo        | lista civica Uniti per Magliano | Vicesindaco f.f. |      |
| 11 giugno 2017  | 12 giugno 2022  | Carmine D'Alessandro  | lista civica Uniti per Magliano | Sindaco          |      |
| 13 giugno 2022  | in carica       | Adriano Piano         | lista civica Uniti per Magliano | Sindaco          |      |

### Altre informazioni amministrative
Le competenze in materia di difesa del suolo sono delegate dalla Campania all'Autorità di bacino regionale Sinistra Sele e all'Autorità di bacino interregionale del fiume Sele.